# Гудзонов залив
Гудзо́нов зали́в (англ. Hudson Bay, фр. baie d'Hudson, инуктитут ᑲᖏᖅᓱᐊᓗᒃ ᐃᓗᐊ Kangiqsualuk ilua) — часть Северного Ледовитого океана, примыкающая также к Атлантическому океану. Фактически представляет собой внутреннее море, окружённое с востока, юга и запада землями канадских провинций Квебек, Онтарио, Манитоба, а также территорией Нунавут.
Крупнейший залив Северного Ледовитого океана, является самой южной его частью.

## География и гидрография

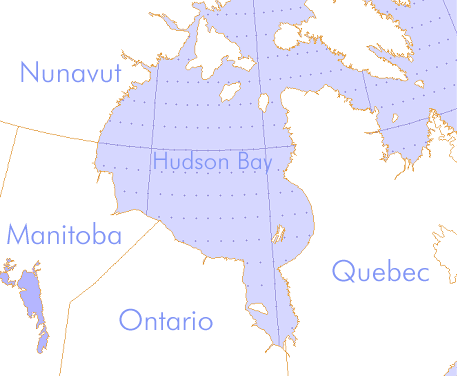
Карта Гудзонова залива

Залив соединён водами проливов Фокс и Фьюри-энд-Хекла с Северным Ледовитым океаном на севере и Гудзоновым проливом с морем Лабрадор на востоке, но в основном окружён сушей. На севере и западе он омывает континентальное побережье канадской территории Нунавут, на юге — провинций Манитоба и Онтарио и на востоке — провинции Квебек. С севера воды залива ограничивает остров Баффинова Земля, южнее — меньшие по площади острова Саутгемптон, Котс и Мансел. Вдоль западного побережья островов нет, а вдоль восточного расположены группы островов Слипер, Оттава, Настапока и Белчер. Прибрежная местность, известная как низменность Гудзонова залива, в основном заболочена, изобилует озёрами и торфяниками, под которыми залегает вечная мерзлота. Берега становятся выше только на востоке и северо-востоке, где встречаются утёсы, образованные древними осадочными породами.
При максимальной длине в 1500 км и максимальной ширине 830 км площадь акватории согласно Британской энциклопедии составляет 819 тыс. км², согласно Большой российской энциклопедии — 848 тыс. км². В основном мелководен, средняя глубина порядка 100 м, максимальная, согласно Британской энциклопедии, около 270 м, а согласно Большой российской энциклопедии — 258 м.
Общая площадь водосборного бассейна Гудзонова залива — порядка 3,8 млн км², средний расход воды всех рек, впадающих в него, 30 900 м³/с. Из впадающих в залив рек крупнейшие (с запада на восток):
- Казан, Телон и Дубонт через залив Честерфилд на северо-западе;
- Хейс, Нельсон и Черчилл на западе;
- Уиниск и Северн на юго-западе;
- Ла-Гранд, Истмейн, Ноттавей, Мус с притоком Абитиби, Олбани, Аттавапискат и Настапока через залив Джеймс на юго-востоке.

Кроме того, через пролив Фокс в Гудзонов залив поступает вода из залива Фокс, образуя течение против часовой стрелки. Сток из залива, достигающий своих максимальных значений в июле, осуществляется через Гудзонов пролив, вдоль его восточного берега. Течение огибает мыс Чидли (крайнюю северную точку полуострова Лабрадор и соединяется с идущим с севера на юг Лабрадорским течением.
Солёность воды в заливе повышается с глубиной: на глубинах свыше 80 футов (24 м) она составляет 31 ‰, над этой отметкой — 23 ‰, а в ближайшем к поверхности 2-метровом слое в периоды таяния льдов и максимального стока рек может уменьшаться до 2 ‰. На глубине температура воды даже в августе может составлять −2 °C, но поверхностные слои прогреваются сильнее: Британская энциклопедия сообщает о 9 °C в сентябре, а Канадская энциклопедия — о 10 °C в июле и августе, в том числе за счёт более тёплой воды, приносимой впадающими в залив реками.

## Геология
Залив расположен вблизи центра гравитационной аномалии, которая была подробно отображена на картах, полученных с помощью аппарата GRACE.
Залив возник в результате затопления низин водами гигантского ледникового озера в ходе климатического катаклизма около 6200 г. до н. э. Точная дата дискуссионна, однако можно с уверенностью сказать, что залив образовался за некоторое время до гигантского скандинавского оползня Стурегга. В юго-восточной части предположительно находится ударный метеоритный кратер диаметром 443 км. Гипотетическая восточная кромка этого кратера — почти идеальной формы дуга Настапока, а центр должен находиться в районе архипелага Белчер. Западное побережье низкое и ровное на север вплоть до Арвиата, дальше становясь всё более изрезанным и скалистым; наиболее глубоко вдаются в сушу заливы Честерфилд и Ранкин.
Морское дно в районе залива подвержено изостатическому поднятию, поднимаясь со скоростью примерно 60 см в 100 лет и всё больше обнажаясь. В результате суша наступает на акваторию залива.
На восточном берегу залива была найдена часть древней катархейской коры возрастом примерно 4,4 млрд лет в виде основных и ультраосновных вулканических и интрузивных пород[страница?].

## Климат
Север Гудзонова залива лежит в зоне полярного климата и является одним из немногих мест, где этот тип климата встречается к югу от 60°с. ш. К югу и юго-востоку от Арвиата преобладает субарктический климат. Южный берег залива, в районе залива Джеймса, лежит в зоне влажного континентального климата.
Среднегодовая температура в районе Гудзонова залива составляет −12,6 °C, температура января −29 °C, а июля 8 °C. При этом рекордные значения температуры достигали −51 °C зимой и 27 °C летом. В январе и феврале залив покрывается паковым льдом, который начинает быстро таять в мае и исчезает в июне, после чего устанавливается влажная, облачная погода с частыми туманами с июня по август. В октябре—ноябре вода залива отдаёт тепло и влажность, вызывая частые дожди и снегопады. Устойчивое повышение региональных температур за последние 100 лет нашло свое отражение в удлинении периода открытой воды, который в конце XVII века составлял всего четыре месяца..
В течение всего года, кроме летних месяцев, дуют сильные ветры, осенью достигающие скорости 110 и даже 150 км/ч.

## Флора и фауна
В хорошо освещаемых верхних слоях воды залива хорошо размножаются одноклеточные водоросли. Вдали от берегов также обильно встречаются мелкие креветкоподобные ракообразные, служащие пищей моллюскам, червям, морским ежам, морским звёздам и другим беспозвоночным.
В бассейне Гудзонова залива насчитывается свыше 60 видов рыб, однако численность большинства из них невелика и часто встречаются менее 20 видов. Хозяйственное значение для местного населения из морских рыб имеют гренландская треска (Gadus ogac) и мойва, из проходных и пресноводных — арктический голец (единственный вид, обладающий промысловым потенциалом), американская палия, сельдевидный сиг и ряпушка Артеди. Распространён также атлантический белокорый палтус. На берегах и островах Гудзонова залива обитают около 200 видов птиц. Кольчатая нерпа, морской заяц и гренландский тюлень встречаются в районах, где во льду зимой возникают полыньи, и с севера приходят белые медведи охотиться на них со льда. В северной части залива распространены моржи, дельфины и косатки. У западного побережья проводят лето стаи белух.

## История и этимология
Берега залива обжиты людьми на протяжении нескольких тысячелетий; при этом сокращение площади моря привело к тому, что многие археологические локации оказались вдали от современного побережья. К моменту появления в регионе европейцев побережье вокруг залива Джеймс населяли алгонкины, в районе современного Черчилла — народы чипевайан, а на северном и восточном побережье — инуиты.

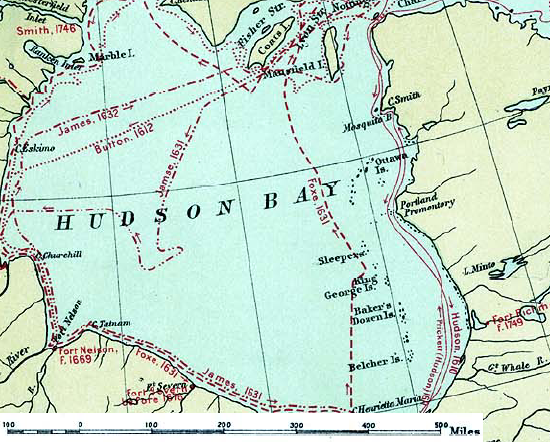
Маршруты исследовательских экспедиций в Гудзоновом заливе

Признаков посещения залива скандинавами-гренландцами не найдено и история описаний их визитов в этот регион не сохранила. Возможно, первым европейцем, добравшимся до залива, в будущем получившего имя Гудзонова, стал в 1501 году Гашпар Корте Реал. С большей вероятностью это сделал в 1508—1509 годах Себастьян Кабот. В пользу этого говорит ряд карт и глобусов, выпущенных в XVI веке, на которых в этом месте уже изображено внутреннее море, в том числе на глобусе Геммы Фризиуса — с детальной прорисовкой береговой линии. На карте Меркатора 1569 года залив в районе 60° с. ш. обозначен как «Golfam de Merosro», а на карте Авраама Ортелия 1570 года — как «Baia dos Medaus».
В 1610 году до залива дошёл Генри Гудзон, который ошибочно посчитал, что вышел в Тихий океан. Во время своего четвёртого путешествия в Северную Америку Гудзон обогнул западное побережье Гренландии и вошел в залив, нанеся на карту большую часть его восточного побережья. Зимой корабль Гудзона Discovery застрял во льдах, и команда зимовала на берегу в заливе на юге. После таяния льда Гудзон решил исследовать остальную часть района, но 22 июня 1611 года команда взбунтовалась. Гудзона и верных ему членов команды оставили дрейфовать в маленькой лодке.
Вернувшсь в Лондон, матросы Гудзона сообщили, что открыли Северо-Западный проход в Тихий океан. В результате лондонское купечество снарядило одну за другой три экспедиции, первой из которых стала экспедиция Томаса Баттона. Уже в 1612—1613 годах, однако, Баттон достиг западного побережья водоёма и доказал, что тот представляет собой не выход в океан, а всего лишь внутреннее море. В итоге на картах первой трети XVII века это водное пространство обозначалось как залив Баттона, а имя Гудзона было присвоено внутреннему заливу, где тот провёл зимовку.
Две последующих экспедиции 1610-х годов (под командованием соответственно Уильяма Гиббонса и Роберта Байлота) не сумели дойти до мест, обследованных Гудзоном и Баттоном. В 1619 году до залива дошла экспедиция Йенса Мунка, но она закончилась катастрофой (выжили только три члена экипажа) и не внесла практически ничего нового в совокупность знаний о нём. Лишь в 1631 году южная береговая линия залива была нанесена на карты Люком Фоксом и Томасом Джеймсом. Именно после плавания Джеймса, зазимовавшего в том же внутреннем заливе, что и Гудзон, за этим заливом закрепилось имя «Джеймс», а за всем внутренним морем — «Гудзонов залив».
В целом короткий сезон навигации по проливу, ведущему во внутреннее море с востока, препятствовал его исследованиям, так как мореплаватели достигали его поздно и не могли оставаться там надолго, не зимуя. Однако в 1668—1669 году состоялась успешная экспедиция торговцев пушниной Пьера Радиссона и Медара де Гросейера, чей корабль Nonsuch бросил якорь в Гудзоновом заливе. Этот успех привёл к учреждению в 1670 году Компании Гудзонова залива, с которой неразрывно связана история этого региона в следующие два столетия. КГЗ договорилась о торговой монополии английской короны на водосбор Гудзонова залива, именуемый Землёй Руперта. Франция оспорила это, направив в регион несколько военных экспедиций, но отказалась от своих притязаний по Утрехтскому договору.
Для торговли с аборигенами Компания Гудзонова залива построила несколько фортов и факторий вдоль побережья в устье крупных рек (таких как Форт Северн и Черчилл). Фактории служили местом скупки шкур у местного населения. После слияния КГЗ и Северо-Западной компании в 1821 году основные пути вглубь континента проходили через Гудзонов залив. Торговая монополия КГЗ была отменена в 1870 году, и она передала землю Руперта Канаде.
Хотя в уставе Компании Гудзонова залива среди задач значилось и продолжение поисков Северо-Западного прохода, в действительности она сосредоточилась на торговле в бассейне залива. Лишь в 1719 году была предпринята новая попытка поиска прохода, когда на север вдоль западного побережья отправилась экспедиция Джеймса Найта, закончившаяся, однако, трагически. В 1742 году Кристофер Мидлтон открыл на западном побережье залив Уэйджер, а Уильям Мур пять лет спустя — залив Честерфилд. Подробное картографирование восточного побережья тоже было предпринято лишь в середине XVIII века. Это было связано с попытками компании найти более удобный путь в Гудзонов залив из Атлантического океана в обход трудного маршрута через Гудзонов пролив.
В 1903—1904 годах Альбертом Лоу был основан пост Королевской канадской конной полиции у залива Честерфилд. Начиная с 1913 года залив был нанесен на карту канадским судном CSS Acadia для разработки навигации. В 1922—1923 годах Кнуд Расмуссен вёл этнографические исследования среди инуитов-оленеводов округа Киватин, а Кай Биркет-Смит — среди индейцев народа чипевайан ближе к городу Черчилл на южном побережье. Крупномасштабные океанографические и биологические исследования были предприняты в 1947—1952 годах Канадским советом по исследованиям рыбных промыслов.
В начале XXI века население побережья Гудзонова залива по-прежнему составляют в основном индейские и инуитские племена, занимающиеся охотой и рыбной ловлей. В то же время имеются и постоянные населённые пункты, крупнейший из которых — Черчилл в Манитобе, население которого к середине 1990-х годов превышало тысячу человек. Черчилл и Мусони (Онтарио) представляют собой порты, которые связывает со внутренними районами страны железная дорога, но их экономический потенциал используется слабо.